# Біньфиок
Біньфиок (в'єт. Bình Phước) — провінція у південній частині В'єтнаму. Площа становить 6874,6 км², населення — 873 598 жителів (2009, перепис). Адміністративний центр — місто місцевого значення Донгсгоай.

## Географія
Біньфиок розташований на північ від Хошиміна, має кордон з Камбоджею. Територія порівняно рівнинна з середньою висотою над рівнем моря від 50 до 200 м. На схід територія поступово підвищується у напрямку до Центрального нагір'я, досягаючи у східного кордону у середньому 500 м. Найвища точка провінції становить 736 м, на заході і південному заході Біньфиока знаходяться кілька невисоких пагорбів, висотою 200—300 м.
Річкова мережа представлена басейном річки Донгнай. Близько 49 % від загальної площі провінції покрито лісом (головним чином схід і північний схід).

## Економіка
Основу економіки становить сільське господарство. Загальна площа оброблюваних земель становить 293 700 га. Основні сільськогосподарські продукти: горіхи кеш'ю, каучук, кава і перець. Зернові культури займають лише невелику частку оброблюваних земель і загальної с/г продукції.
Промисловість займає близько 15 % від ВВП провінції (на 2007 рік). Основні галузі: переробка с/г продукції, виробництво будівельних матеріалів.

## Населення
Міське населення становить близько 15,4 %. У період з 2000 до 2005 населення провінції зросло на 16,5 %, проте у подальші роки темпи зростання значно знизилися.
Національній склад населення (за даними перепису 2009 року): в'єтнамці 701 359 осіб (80,28 %), стієнги 81 708 осіб (9,35 %), тай 23 228 осіб (2,66 %), нунг 23 198 осіб (2,66 %), кхмери 15 578 осіб (1,78 %), хоа 9 770 осіб (1,12 %), мнонги 8 599 осіб (0,98 %), інші 10 158 осіб (1,16 %).